# 德氏小髯魮
德氏小髯魮（学名：Barbopsis devecchii）为輻鰭魚綱鯉形目鲤科的一個種，為小髯魮屬的唯一種，該物種主要分布於非洲索馬利亞，體長可達10.3公分，棲息在洞穴中。